# Федір Романович
Федір Романович (рос. Фёдор Романович; 1255 — 1294) — 3-й великий князь рязанський у 1270—1294 роках.

## Життєпис
Старший син Романа Олеговича, великого князя Рязанського. Спадкував бпісля загибелі батька у 1270 році. Передав братові Ярославу князівство Пронське.
На відміну від батька намагався проводити більш гнучку політику щодо Золотої Орди. 1278 року ординці здійснили набіг на Рязанське князівство. 1281 року Федір доєднався до походу Андрія Олександровича Костромського проти свого брата Дмитра. Брав участь в захопленні Мурома, Володимира, Юр'єва, Суздаля, Переяславля, Ростова.
1285 року під час нової війни Андрія і Дмитра Олександроичів, частина ординців на чолі із Елтораєм грабували Рзанське князівство шляху до Мурома. У 1288 року ординці знову плюндрували Рязанщину. Помер Федір Романович 1294 року. Йому спадкував брат Ярослав Пронський.